# 弹音站
弹音站是位于河北省涉县索堡镇的一个已拆除的铁路车站，邮政编码56400。车站建于1975年，有邯长铁路经过该站，现仅办理货运业务，不办理客运业务，车站及其上下行区间均已电气化。车站距离邯郸站118公里，隶属北京铁路局，是四等站。
本站已于2014年7月完成的邯长铁路邯郸南至悬钟段复线电气化改造工程中被拆除。